# Бельгія в Другій світовій війні

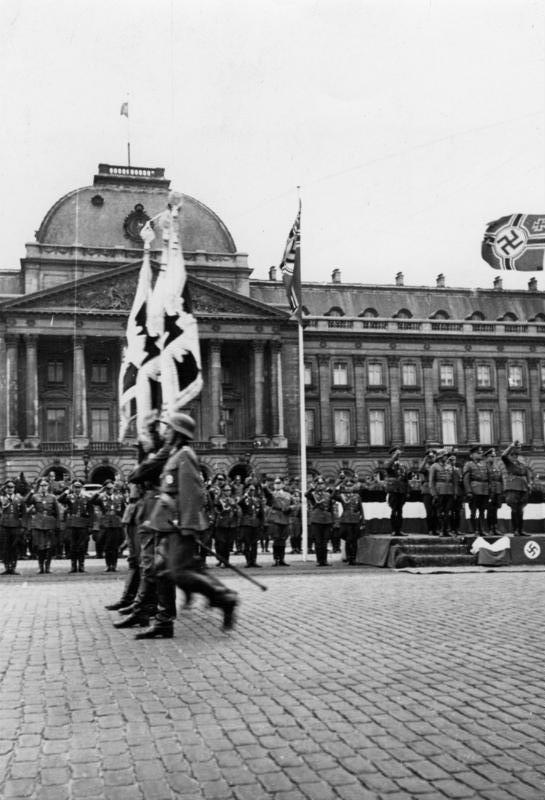
Німецькі солдати проходять повз Королівський палац у Брюсселі, 1940

Бельгія залишалася нейтральною з початку Другої світової війни до німецького вторгнення на її територію 10 травня 1940 року. 28 травня 1940 року бельгійські збройні сили капітулювали за наказом короля Леопольда III. Надалі з бельгійських добровольців було сформовано дві дивізії СС (27-ма фламандська і 28-ма валлонська). Водночас з окупацією на території Бельгії активно діяв Рух опору.

## Німецьке вторгнення

### Сили та плани сторін
Бельгійська армія складалася з 18 піхотних, 2 кавалерійських і 2 єгерських дивізій.
План бельгійського командування передбачав, що ділянку на південь від Льєжа повинні обороняти кавалерійські і єгерські дивізії. На ділянці Антверпен — Льєж розташовувалися 12 дивізій, використовуючи Альберт-канал як протитанкову перешкоду. 2 дивізії були висунуті нідерландського кордону. Решта 4 дивізії займали оборонні позиції на річці Дейле між Антверпеном і Левеном. Запекла оборона Льєжа і Альберт-каналу не планувалася. Бельгійське командування вважало, що німецький наступ можна буде затримати на 2-4 дня, тобто досить довго, на думку командування, щоб дочекатися підходу французьких і британських військ. Бельгійські плани оборони не були узгоджені з командуванням англо-французьких військ. Так, наприклад, оборона Арденн не планувалася: з початком війни єгерські підрозділи провели руйнування на дорогах в цьому регіоні і відступили на північ; незабаром в цей сектор висунулися моторизовані частини французьких військ, але були легко відкинуті назад до кордону німцями, які наступали.
На французько-бельгійському кордоні розташовувалася французька 1-я група армій (в складі 4 армій — 28 дивізій, з них 2 моторизовані, 3 механізовані, 5 кавалерійських) і 9 британських дивізій. За ними розташовувався резерв головного командування — 14 дивізій.
У разі німецького вторгнення в Бельгію французька 1-я група армій і 9 британських дивізій повинні були негайно зайняти позиції в Бельгії, причому передові частини французької 7-ї армії (2 моторизовані і 1 механізована дивізії) — досягти Антверпена вже в перший день, а інші сили зайняти позиції в Бельгії протягом 3 днів. Союзне командування розраховувало, що бельгійська армія зможе за цей час затримати німецькі війська на своїх східних теренах.
Німецьке командування призначило для захоплення Бельгії та подальшого удару по Франції 6-ту (14 піхотних і 2 танкові дивізії), 4-ту (12 піхотних і 2 танкові дивізії) і 12-ту армії (11 піхотних дивізій), а також танкову групу (5 танкових і 5 моторизованих дивізій).

### Бойові дії
Німецькі війська перейшли в наступ о 5:35 ранку 10 травня 1940 року. О 6:45 французька 1-я група армій і британський експедиційний корпус отримали наказ увійти до Бельгії.
Німецька 6-а армія стрімким ударом в перший же день подолала південну частину каналу Альберта — мостами, захопленими німецькими парашутистами. Потужний бельгійський форт Ебен-Емаль, що прикривав південну частину каналу, також був захоплений повітряним десантом.
2 танкові дивізії 6-ї армії пройшли на північ від Льєжу і вийшли в район на північ від Намюра, де 13 травня натрапили на 2 французькі механізовані дивізії, які були відкинуті до річки Дейли. 14 травня передові частини німецької 6-ї армії підійшли до Дейли та зіткнулися з частинами британських і французьких військ (які напередодні зайняли позиції). 15 травня склала зброю нідерландська армія, і звільнену німецьку 18-у армію направили на північний фланг 6-ї армії, а 2 танкові дивізії направили південніше.
Тим часом німецька 4-а армія прорвала оборону бельгійської кавалерії і єгерів, і вже рано вранці 13 травня німці досягли річки Маас на південь від Намюра. Бельгійці поспішно відступали, а німці зайняли плацдарм на західному березі Маасу і вступили в бої з французькими частинами.
Також успішно наступала 12-а армія і танкова група. У перший день вони пройшли через Люксембург і прорвали захист на кордоні Бельгії. На другий день вони відкинули намагалася контратакувати французьку кавалерію. На третій день німці перейшли через бельгійсько-французький кордон і захопили місто Седан. 15 травня німці розгромили французьку 9-у армію, що займала ділянку від Намюра до Седана.
19 травня французькі, бельгійські і британські війська відступили під натиском 6-ї німецької армії за річку Шельда. 21 травня німецькі танкові дивізії вийшли до Ла-Маншу в північній Франції, тим самим відрізавши сили Союзників, що знаходилися на півночі.
25 травня німці форсували Шельду. Того ж дня війська відійшли на південь, на територію Франції. 27 травня залишки бельгійської армії були притиснуті німцями до моря, на ділянці в 50 км шириною. Король Бельгії, який перебував разом із залишками своєї армії, 27 травня о 17 годині відправив парламентера до німців, і о 23 годині того ж дня підписав акт про капітуляцію, який вступив в силу в 4 години ранку 28 травня 1940 року.
Втрати бельгійської армії склали 6 тисяч убитими і 200 тисяч полоненими. Втрати німецької сторони — невідомі.

## Окупація Бельгії
Після капітуляції бельгійської армії 28 травня 1940 року, бельгійський уряд Г. П'єрло — К. Спаака перебрався в Лондон і оголосив про продовження боротьби з Німеччиною.
Бельгійська цивільна адміністрація на території Бельгії в період окупації підпорядковувалася Комітету генеральних секретарів міністрів в Брюсселі.
Відповідно до дерективи від 18 травня 1940 року бельгійські округи Ейпен, Мальмеді і Сен-Віт були приєднані до Німеччини. Берегова зона була переведена в пряме управління німецької військової адміністрації (нім. Militärverwaltung). Крім того, на Бельгію була покладена контрибуція в розмірі 73 млрд бельгійських франків.
Главою окупаційного уряду Бельгії був призначений генерал Александер фон Фалькенхаузен, в обов'язки якого входило не тільки встановлення порядку на ввіреній йому території, а й найбільш ефективне використання людського та економічного потенціалу Бельгії на користь Третього Рейху. Для здійснення цих обов'язків генералу Фалькенхаузену, крім самих окупаційних військ, були підпорядковані польова жандармерія, таємна польова поліція, допоміжні війська у Фландрії (нід. Vlaamse Wacht Vlaamse Wacht) і в Валлонії (фр. Garde Wallonne Garde Wallonne), а також бельгійська поліція і жандармерія. Крім цього, в Бельгії діяли служби гестапо .
Загальна чисельність службовців німецької окупаційної адміністрації та інших німецьких структур на теренах Бельгії становила 120 тис. чол., при цьому видатки на утримування окупаційної адміністрації були покладені на Бельгію.
У своїй діяльності окупанти опирались на підтримку зі сторони місцевих колаборантів. Послідовними прибічниками Третього рейху були рексизти, керівником котрих був Леон Дегрель і організації фламандських націоналістів «Фламандський національний союз» і «Німецько-фламандский трудовий союз». Серед колаборантів були керівники бельгійський соціалістів: так, 6 червня 1940 року керівник Бельгійської робочий партії, соціаліст Хендрик де Ман оголосив про розпуск партії.
У березні 1942 року окупаційна влада ввела примусові роботи, з листопада 1942 року почалося відправлення бельгійських робітників на роботи у Німеччину. Ці заходи викликали ріст антинімецьких настроїв у Бельгії.
У лютому 1943 року на примусові роботи у Німеччину відправили ще 31 тис. бельгійців.
Загалом, до звільнення Бельгії на примусові роботи у Німеччину було відправлено 500 тис. жителів Бельгії (220 тис. з них складали полонені бельгійської армії і громадяни Бельгії).
Поведінка німецької армії на початку окупації була коректна, однак як зовнішньополітичні події (протистояння Великої Британії, початок бойових дій проти СРСР і вступ у війну США), так і події внутрішньополітичні (голод, обов'язкова трудова повинність у Німеччині, політичні репресії, переслідування євреїв), призвели до росту руху спротиву.
Загальна шкода економіці Бельгії від німецької окупації склала 400 млрд бельгійських франків.

### Бельгійські добровольці у СС
Після початку війни Німеччини проти СРСР у Бельгії були створені 2 добровольчих легіону — окремо з фламандців і з валлонів. Вони були батальйонного рівня кожний. Осінню 1941 відправлені на Східний фронт — валлонський легіон на південну ділянку фронту (район Ростова-на-Дону, відтак Північний Кавказ), фламандський легіон — на північну ділянку фронту, під Ленінград. Обидва легіону брали участь у тяжких боях проти частин Червоної Армії і понесли великі втрати.
Літом 1943 року обидва легіони були переформатовані у бригади СС — 6-та добровольча бригада СС «Лангемарк» і добровольча штурмова бригада СС «Валлонія». Вони далі воювали на Східному фронті. У жовтні 1944 року обидві бригади були переформатовані у дивізії — 27-ту добровольчу гренадерську дивізію СС «Лангемарк» і 28-му добровольчу гренадерську дивізію СС «Валлонія». Наприкінці війни обидві дивізії воювали у Померанії, у підсумку їхній рештки потрапили у радянський полон.
3 валлона і 1 фламандець були нагороджені Лицарським хрестом, у тому числі командир 28-й дивізії СС оберфюрер Леон Дегрель був нагороджений Лицарським хрестом з Дубовим листям.

## Після визволення Бельгії
До моменту визволення Бельгії ліві сили мали сильні позиції у русі Спротиву і серед населення. Після визволення Бельгії, 29 вересня 1944 року у склад уряду Бельгії увійшли два комуністи (Р. Діспі та А. Марто) і один представник «Фронту незалежності» (Ф. Демані).
У цей ж день, 29 вересня 1944 року командувач англо-американськими силами у Західній Європі Д. Ейзенхауер опублікував заклик до бельгійського народу, у якому високо оцінив заслуги сил Спротиву у справі визволення Бельгії, але зазначив, що віднині їм слід «здати зброю і очікувати вказівок відносно тієї ролі, яку вони можуть зіграти у грядущих боях проти Німеччини». 13 листопада 1944 року уряд Г. П'єрло вимагав від учасників Спротиву здати зброю у термін до 18 листопада 1944 року.
16 листопада 1944 року у зв'язку з незгодою з політикою уряду Г. П'єрло комуністи вийшли зі складу уряду.
25 листопада 1944 року у Брюсселі бельгійська поліція, створена після звільнення Бельгії за підтримки зі сторони Англії і США, розігнала пострілами демонстрацію лівих сил, були поранені 34 людини.
Ці події призвели до політичної кризи, яка тривала до початку німецького наступу у Арденнах у грудні 1944 року.
Після звільнення територія Бельгії обстрілювалась німцями ракетами Фау-1 і Фау-2. Основною ціллю обстрілів був Антверпен і його порт. 16 грудня 1944 року Фау-2 впала на кінотеатр «Рекс» у Антверпені, де у той момент перебувало біля тисячі людей. У результаті загинуло 567 людей. Падіння Фау-2 на кінотеатр «Рекс» стало найбільш смертоносною атакою цієї ракети за всю пору Другої Світової війни.
В лютому 1945 року уряд Г. П'єрло пішов у відставку, головою нового уряду став учасник руху Спротиву, соціаліст Ван-Акер. У склад уряду увійшли два комуністи.